# Sampler

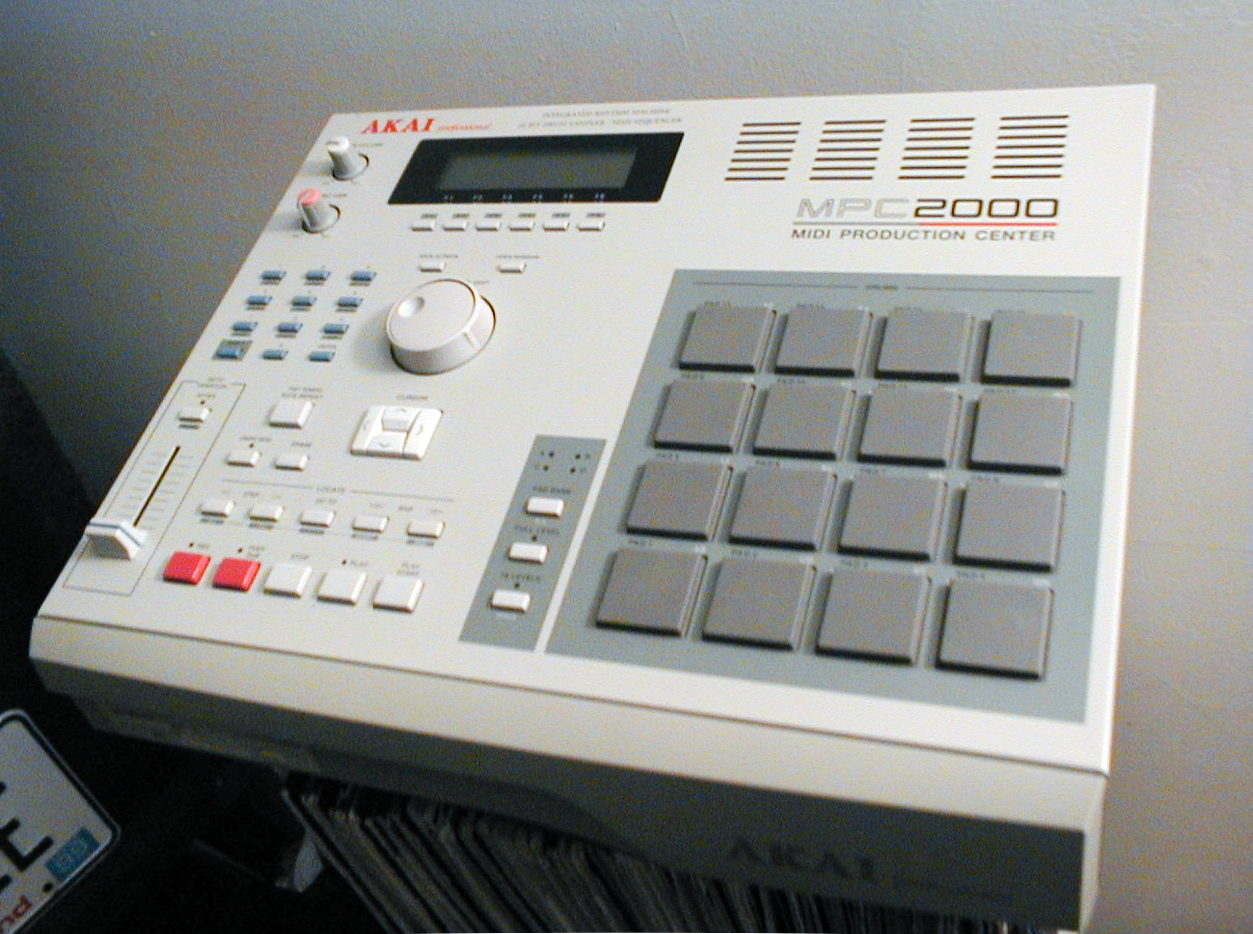
Un sequencer sampler AKAI MPC2000

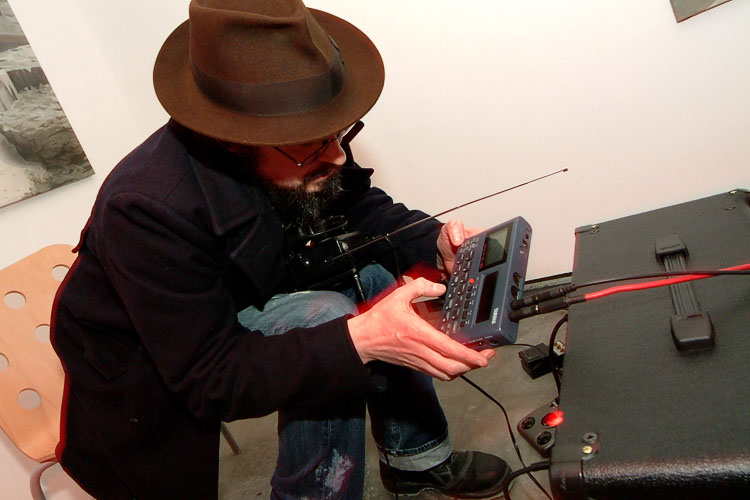
Muzician folosind un sampler Yamaha SU10

Un sampler (din engleză de la sample, mostră sau eșantion) este un instrument muzical electronic care este înrudit cu sintetizatorul. Diferența este că pe când sintetizatorul redă sunete produse de el însuși, samplerul redă sunete (sample-urile, mostrele de sunet) preînregistrate de utilizator.
Deoarece aceste sample-uri sunt stocate în memoria RAM, ele pot fi accesate rapid.
Samplerul a devenit un instrument important în producția muzicii hip hop, electronica și a muzicii de avangardă.
Multe samplere au capabilități polifonice (pot reda mai multe note simultan).

## Interfața
De obicei samplerul este controlat de la o claviatură conectată, sau de la o sursă MIDI exterioară. Fiecare valoare a unei note muzicale care este introdusă în sampler accesează un sample anume. 

## Tipuri
- Samplere de fraze (se găsesc în formă „groovebox”)
- Samplere de studio (se găsesc în format „rack de 19 țoli”)

Prima denumire este neoficială, pe când a doua apare în documentația producătorilor.

## Caracteristicile unui sampler
- Polifonie: numărul de voci (sau note) care pot fi redate simultan
- Spațiu pentru samples: capacitatea memoriei existente pentru încărcarea sample-urilor
- Canale: numărul canalelor MIDI pentru diferitele instrumente
- Adâncimea, exprimată în biți: rezoluția acustică maximă a sample-urilor
- Ieșiri: numărul ieșirilor de semnal

## Istoria
Primul sampler digital a fost sistemul EMS Musys creat de către trei britanici la Londra cca 1969. Memoria sistemului era de doar 12 kilobaiți (KB), iar discul dur doar de 32 KB.
Primul sampler care a fost pus în vânzare pe piață a fost „Computer Music Melodian” (1976) al firmei americane „Computer Music Inc.”, iar primul sampler polifonic a fost „Fairlight CMI”, produs în Australia în 1979.
Înainte de apariția samplerului, muzicienii foloseau câteodată instrumente care aveau sunete înregistrate analogic pe bandă, de exemplu mellotronul.
În anii 1990 au apărut sintetizatoarele hibride, care foloseau sample-uri foarte scurte de sunete naturale sau instrumente muzicale acustice (de obicei faza de atac a instrumentului) împreună cu sinteză digitală pentru a crea sunete de instrumente mai realiste. Exemple: Korg M1, Korg O1/W și mai târziu seriile Korg Triton și Korg Trinity, seriile Yamaha's SY și seriile Kawai K. 
Printre firmele care produc astăzi (2009) samplere hardware sunt:
- E-mu
- Akai
- Roland
- Alesis
- Ensoniq
- Korg
- Steinberg (companie)
- Yamaha
- Tascam
- Kurzweil

## Samplere bazate pe software
În ultimii 10 ani, odată cu creșterea vitezei de calcul și a capacității de memorie a calculatoarelor, a devenit posibilă dezvoltarea samplerelor bazate pe software. Ele sunt oferite de obicei sub forma instrumentelor plug-in, de exemplu folosind sistemul VST (Virtual Studio Technology).